# Sancha de Mallorca
Sancha de Mallorca (Mallorca, 1284-Nápoles, 28 de julio de 1345) fue una infanta de Mallorca por nacimiento, y reina consorte de Nápoles desde 1309 hasta 1343.

## Orígenes familiares
Era hija del rey Jaime II de Mallorca y de su esposa, Esclaramunda de Foix. Era nieta por línea paterna del rey Jaime el Conquistador y de la princesa Violante de Hungría, y por línea materna del conde Roger IV de Foix y de Brunisenda de Cardona.
Fue hermana del rey Sancho I de Mallorca, el infante Jaime de Mallorca y de Isabel de Mallorca, entre otros.
El 21 de junio de 1304 se casó en Colliure, Francia, con el futuro rey Roberto I de Nápoles, cuñado de su hermano y rey de Mallorca, Sancho I, del cual fue su segunda esposa. De esta unión no hubo hijos, aunque siempre consideró a los hijos de su marido como los suyos propios, incluida a la futura reina, Juana I de Nápoles, nieta y heredera de su marido Roberto I.

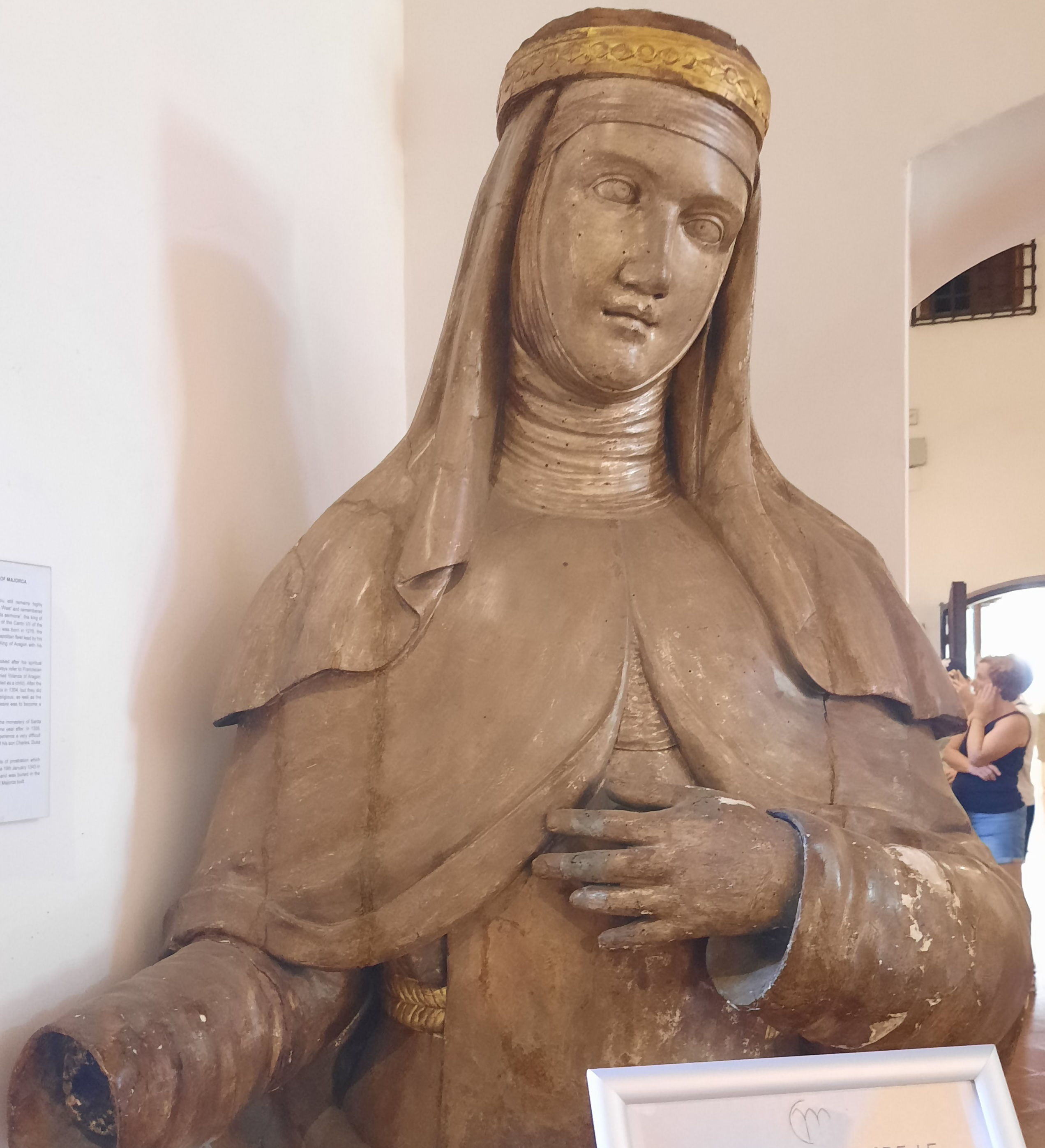
Busto procesional de Sancha de Aragón, escultor napolitano del, Museo de la Obra de Santa Clara, Nápoles.

El 20 de enero de 1344 ingresó en un convento, en Nápoles, donde murió el 28 de julio del año siguiente, siendo enterrada en la iglesia-monasterio que ella misma había fundado al poco tiempo de ser coronada reina, el Monasterio de Santa Clara de la ciudad de Nápoles.
- Datos: Q774919
- Multimedia: Sancha of Majorca / Q774919